# 성수침

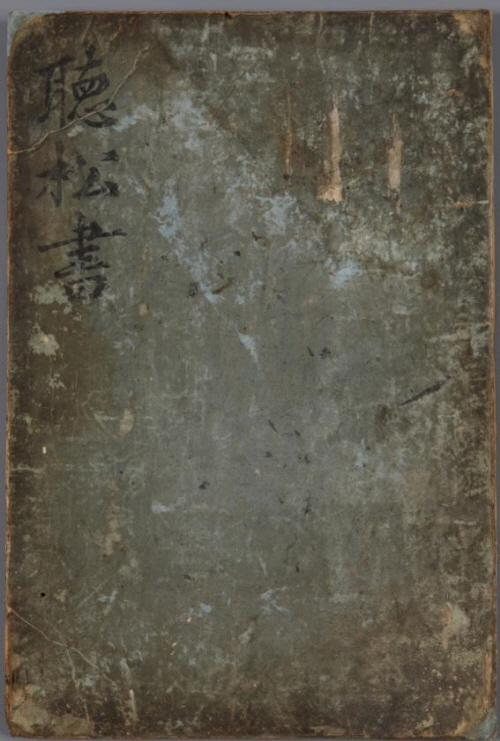
저서 청송서 필첩

성수침(成守琛, 1493년 3월 6일(음력 2월 19일)~ 1564년 2월 7일(음력 1월 25일))은 조선 전기의 문신이자 성리학자이다. 본관은 창녕이며 자는 중옥(仲玉), 호는 청송(聽松)·죽우당(竹雨堂)·파산청은(坡山淸隱)·우계한민(牛溪閒民)이다.
조광조의 문하에서 수학하였으나 기묘사화 이후 벼슬길에 나가지 않고 백악산(白岳山) 기슭에 '청송서실(聽松書室)'을 짓고 '대학','논어'를 읽으며 후학 양성에 전념하였다. 사후 사헌부집의에 추증되었다가 다시 의정부좌의정으로 추증되었다. 성리학자 성혼의 아버지이며, 성삼문, 성담수, 성담년의 일족이다. 정암 조광조(趙光祖)의 문인이다.

## 생애

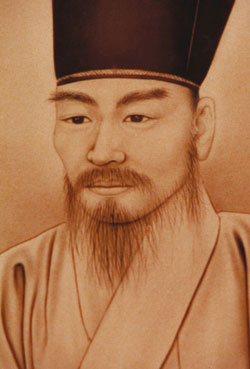
스승 정암 조광조

대사헌 세순(世純)의 아들로, 아우 수종(守琮)과 함께 정암 조광조(趙光祖)에게 학문을 배웠다. 이문건(李文楗), 홍봉세(洪奉世) 등이 그의 동문이었다. 1519년(중종 14)에 현량과(賢良科)에 천거되었으나, 기묘사화의 발발로 스승인 조광조와 그 문하들이 처형 또는 유배당하는 것을 보고 벼슬을 단념하였다.
관직에 오르는 것을 포기한 성수침은 청송이라는 편액을 걸고 경서공부와 후학 양성에만 전념하였으며, 1541년 후릉참봉의 벼슬을 사양하고 처가가 있는 경기도 파주 우계(牛溪)에서 모친을 봉양하였다. 1552년(명종 7), 내자시주부(內資寺主簿)·예산현감(禮山縣監)·토산현감(兔山縣監)·적성현감(積城縣監) 등에 임명받았으나 이를 모두 사양하였고 1564년에는 사지(司紙)에 임명받았으나 이 또한 고령을 이유로 사양했다. 그가 죽었을 때 집이 빈한하여 장례를 치를 수 없음을 알고 사간원의 상소로 나라에서 관과 미두, 역부 등을 지급하고 사헌부집의로 추증하였다. 사후 사헌부집의에 증직되었다가 훗날 다시 의정부 좌의정에 추증되었고, 파주의 파산서원(坡山書院)과 물계(勿溪)의 세덕사(世德祠)에 제향되었다.
면앙정 송순(宋純) 등과 친하게 지냈다.
저서로 《청송집》을 남겼으며 시호는 문정(文貞)이다. 아들 성혼을 비롯해 여러 석학들을 가르쳐 성리학의 발달에 기여하였다. 정희맹(丁希孟), 장포 김행(金行), 최안(崔安) 등이 그의 문하에서 배출되었다.

## 저서 및 작품
- 《성수침 필적》- 대한민국의 보물 제1623호
- 《청송집》
- 《청송서》 : 서예 작품집
- 〈방참판유녕묘갈 方參判有寧墓碣〉

## 가족관계
- 할아버지 : 성충달(成忠達)
  - 아버지 : 성세순(成世純)
  - 어머니 : 김극니(金克怩)의 딸
    - 동생 : 성수종(成守琮)
    - 부인 : 파평윤씨
      - 장남 : 성혼(成渾)
        - 손자 : 성문영(成文泳)
        - 손자 : 성문준(成文濬)
        - 손녀 : 남궁명(南宮蓂)에게 출가
        - 손녀 : 윤황(尹煌)에게 출가

      - 장녀 : 민사도(閔思道)에게 출가

## 시
| “ | 이리도 태평성대 이리도 태평성대 저리도 태평성대 요지일월이요 순지건곤이로다 우리도 태평성대에 놀고 가려 하노라 | ” |

## 기타

성수침의 글씨

그의 아들 우계 성혼은 그의 동문이기도 한 휴암 백인걸의 문하에서도 수학하였다.
그의 문인 김행(金行)도 그의 문하와 백인걸의 문하에서 수학하였다.

## 같이 보기
- 조광조
- 백인걸
- 기묘사화
- 김굉필
- 이이
- 성혼
- 서경덕
- 이언적
- 이현보
- 방유령